# 牛耳川镇
牛耳川镇，是中华人民共和国陕西省商洛市山阳县一个已撤销的乡级行政区，2015年，陕西省民政厅批复同意撤销牛耳川镇，将其所辖行政区域划归户家塬镇。